# 伊夫城堡
43°16′47″N 05°19′31″E / 43.27972°N 5.32528°E

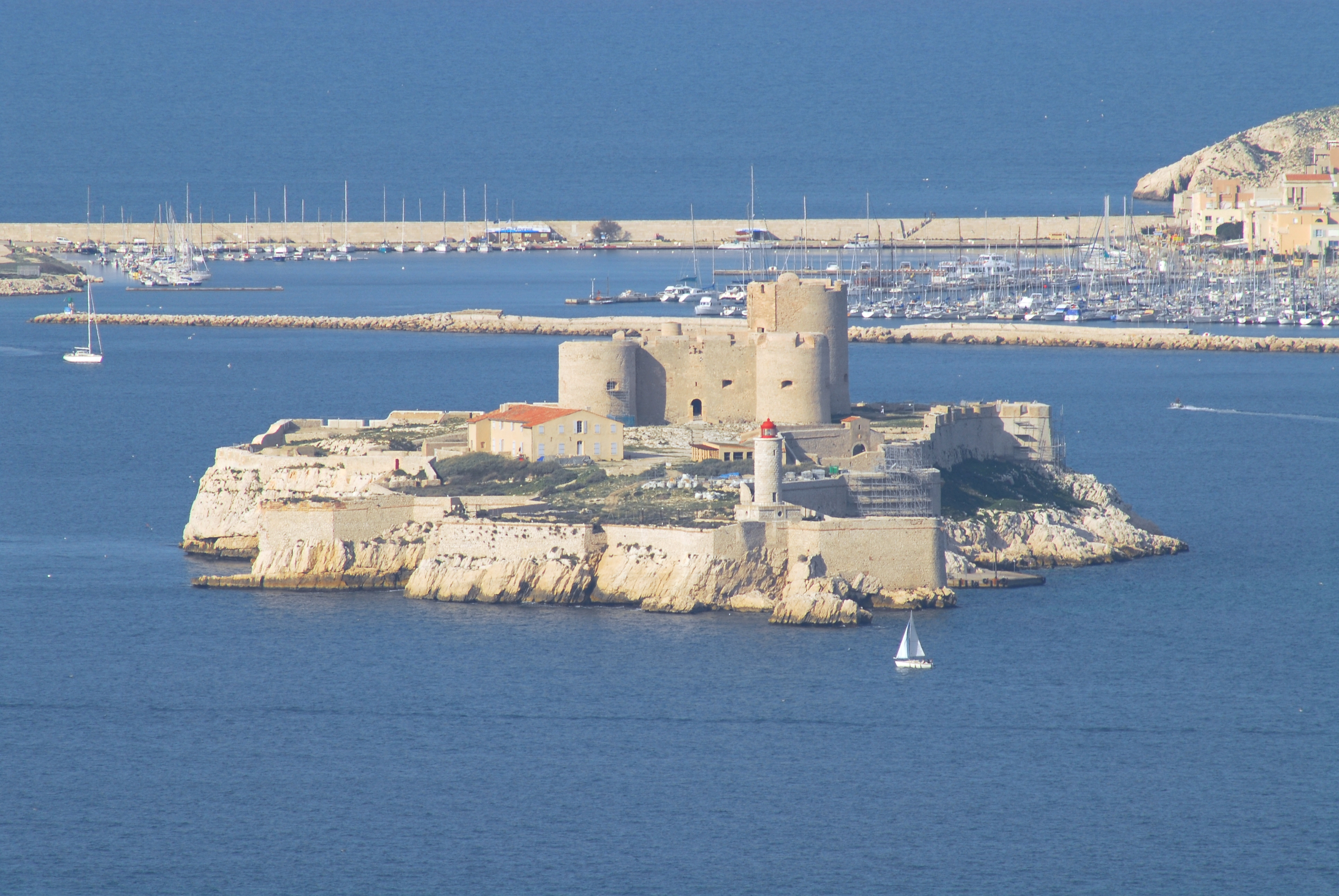

伊夫城堡（法語：château d'If），位於法國马赛港海域伊夫岛上的棱形堡垒，因為是大仲馬著名小說《基度山恩仇記》中的場景而聞名於世。1926年被法國政府指定為法蘭西歷史紀念物。
伊夫岛為弗留利群島（Archipel du Frioul）當中的一個岛嶼。

## 著名囚徒
- 奥诺雷·米拉波

## 画廊

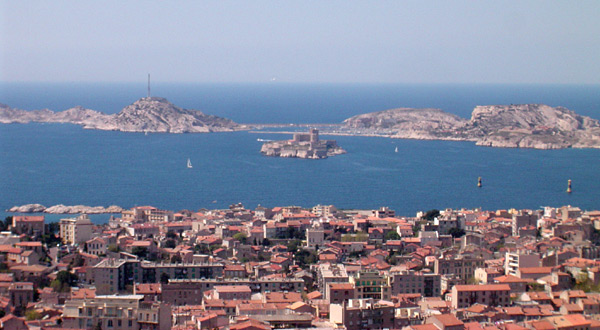
马赛相邻岛屿
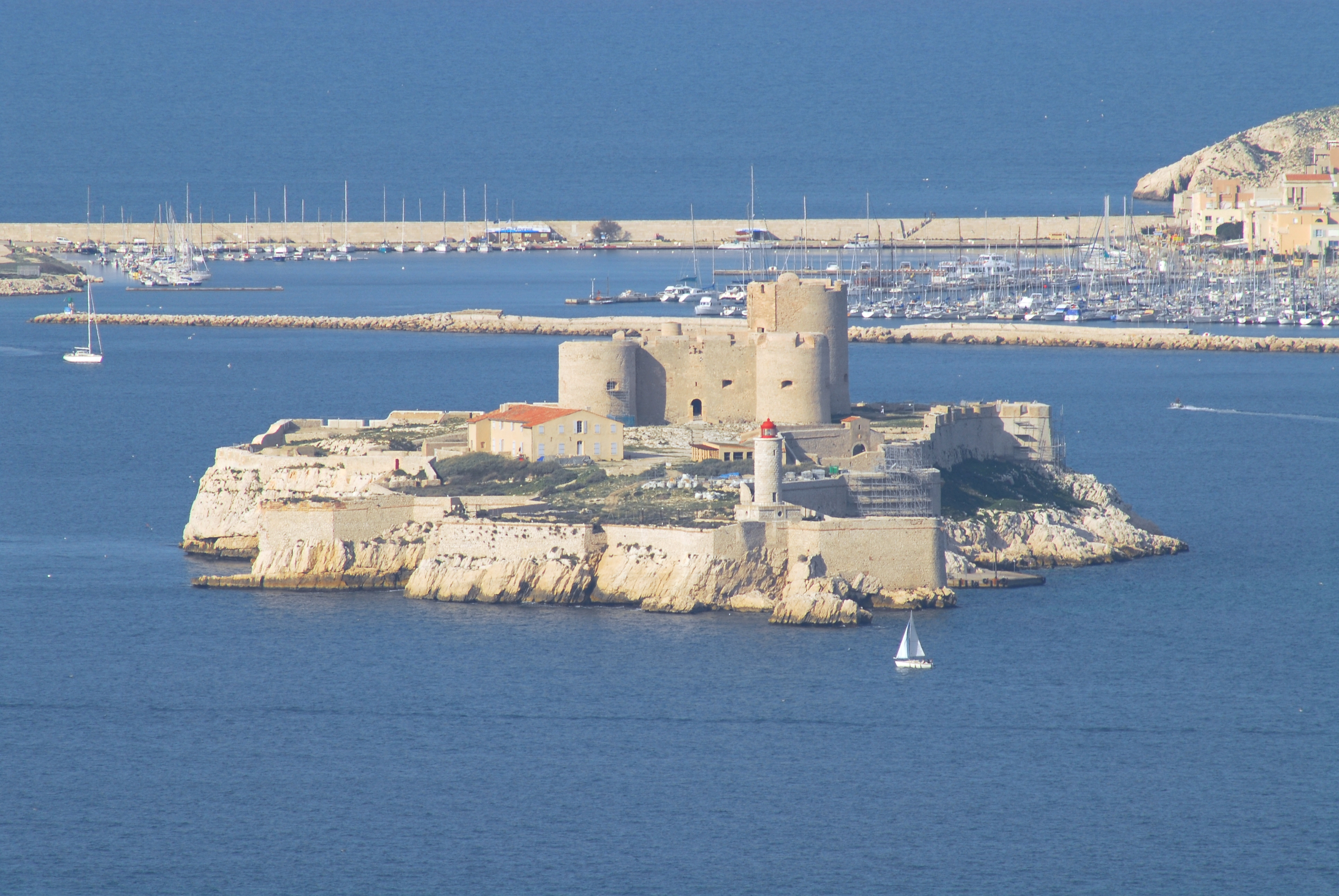
伊夫城堡
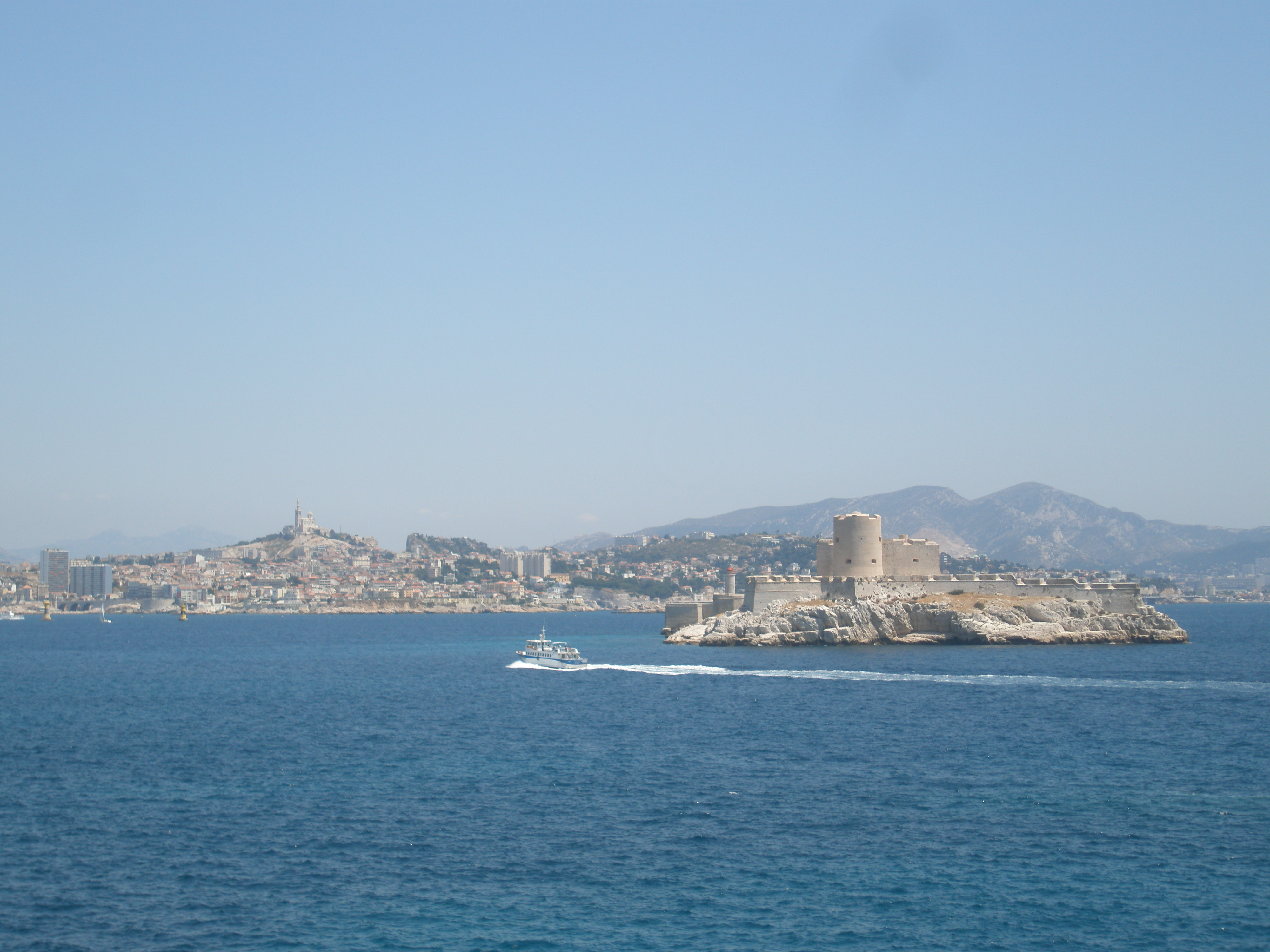
伊夫城堡，背景为马赛
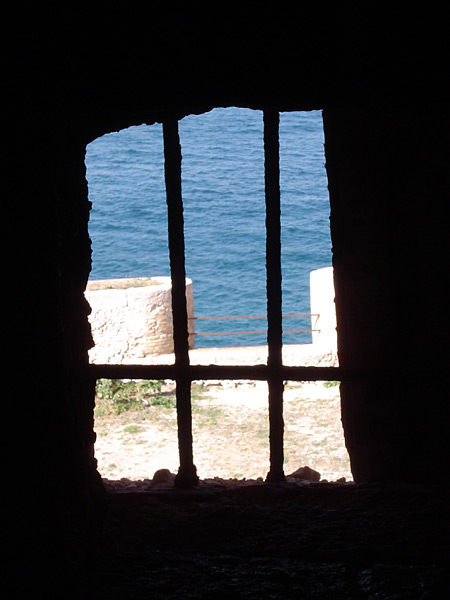
伊夫城堡房间望去